# Нгалина, Мише
Мише Нгалина (фр. Michee Ngalina; род. 6 апреля 2000, Киншаса, ДР Конго) — конголезский футболист, полузащитник клуба «Хартфорд Атлетик».

## Клубная карьера
Нгалина начал заниматься футболом в американской Академии Монтверде.
25 апреля 2018 года Нгалина подписал свой первый профессиональный контракт, присоединившись к клубу ЮСЛ «Бетлехем Стил». Его профессиональный дебют состоялся 28 апреля в матче против «Луисвилл Сити». 16 мая в матче против «Нью-Йорк Ред Буллз II» он забил свой первый гол в карьере. 5 июня Нгалина был взят в краткосрочную аренду материнским клубом «Стила» «Филадельфия Юнион» на матч четвёртого раунда Открытого кубка США 2018 против «Ричмонд Кикерс».
8 мая 2019 года Нгалина подписал контракт c «Филадельфия Юнион». В MLS он дебютировал 25 мая в матче против «Портленд Тимберс», выйдя на замену на 81-й минуте вместо Реймона Гаддиса. По окончании сезона 2020 «Филадельфия Юнион» не стал продлевать контракт с Нгалиной.
25 декабря 2020 года Нгалина подписал контракт с клубом Чемпионшипа ЮСЛ «Колорадо-Спрингс Суитчбакс». За «Суитчбакс» он дебютировал 1 мая 2021 года в их первом матче сезона против «Сан-Антонио». 14 мая в матче против «Спортинга Канзас-Сити II» он забил свой первый гол за «Суитчбакс».
21 сентября 2021 года Нгалина был взят в аренду клубом MLS «Лос-Анджелес» с опцией выкупа по окончании сезона. За «Лос-Анджелес» он дебютировал 29 сентября в матче против «Портленд Тимберс». По окончании сезона 2021 срок аренды Нгалины в «Лос-Анджелесе» истёк.
6 декабря 2021 года «Колорадо-Спрингс Суитчбакс» продлил контракт с Нгалиной на сезон 2022. 5 октября 2022 года в матче против «Эль-Пасо Локомотив» он оформил хет-трик, за что был назван игроком недели в Чемпионшипе ЮСЛ. По итогам сезона 2022, в котором забил 12 мячей и отдал восемь результативных передач, Нгалина был назван молодым игроком года в Чемпионшипе ЮСЛ.
2 января 2023 года подписал контракт с турецким клубом «Гёзтепе», сроком на два с половиной года. 21 января дебютировал в Первой лиге против клуба «ББ Эрзурумспор». В августе 2023 года норвежский клуб «Хёугесунн» объявил об аренде Нгалина на один год. 3 сентября дебютировал в чемпионате Норвегии против клуба «Молде».
8 февраля 2024 года Нгалина вернулся в США, подписав контракт с клубом Чемпионшипа ЮСЛ «Хартфорд Атлетик». За «Хартфорд» он дебютировал 9 марта в матче стартового тура сезона 2024 против «Эль-Пасо Локомотив». 23 марта в матче против «Бирмингем Легион» он забил свой первый гол за «Хартфорд».

## Достижения
Личные
- Молодой игрок года в Чемпионшипе ЮСЛ: 2022